# Asama (sopka)
Asama je název vulkanického komplexu, nacházejícího se na hlavním japonském ostrově Honšú na hranici prefektur Nagano a Gunma, asi 140 km severozápadně od Tokia. Sopka je jedna z nejaktivnějších v Japonsku, jen v 20. a 21. století bylo zaznamenáno více než 40 menších erupcí. Větší se odehrály v letech 1108 a 1783.
Masiv sopky leží na zbytcích staršího andezitového stratovulkánu Kuforu-jama, který byl koncem pleistocénu (před cca 20 000 lety) masivně poškozen sesuvy. Pozdější vulkanická aktivita, doprovázená produkcí velkých objemů dacitových pyroklastik a pemzy, vytvořila současnou podobu vulkánu.